# وركوه (مقاطعة دلفان)
وركوه (بالفارسية: ورکوه) هي قرية تقع في قسم ايتيوند الجنوبي الريفي (مقاطعة دلفان) في إيران. يقدر عدد سكانها بـ 68 نسمة .